# Legeza Ilona
Legeza Ilona (Debrecen, 1950. július 24. – 2011. szeptember 9.) magyar könyvtáros, irodalmár. Több mint háromezer könyvismertetőt készített, színvonalasan szerkesztett honlapokat.
Legeza Ilona honlapja a lehető legátfogóbb irodalmi gyűjtemény, érző és értő összefoglalókat ad a kortárs és a klasszikus művekről, mindenkinek ajánlom figyelmébe.

## Élete
Hatgyermekes görögkatolikus lelkészcsalád második gyermekeként született, édesanyja kémia–fizika szakos tanár volt. Középiskolai tanulmányait a debreceni Svetits Katolikus Gimnáziumban kezdte. Magántanulóként érettségizett a sárospataki református gimnáziumban.
Korán férjhez ment, húszéves volt, amikor fia megszületett. Rövid ideig könyvtárban dolgozott; a munkája mellett tanult, magyar–könyvtár szakon végzett. Betegsége miatt fiatalon rokkantsági nyugdíjba került. 35 éves kora körül vesztette el látását.
1993-tól rövid összefoglaló könyvismertetőket írt a Magyar Vakok és Gyengénlátók Országos Szövetségének Hangoskönyvtárában található könyvekhez. 1998-ig 1600 könyvismertetőt készített el. A Soros-alapítványnak egy kulturális kezdeményezésekre kiírt pályázatán kisebb pénzbeli támogatást nyert. Még ebben az évben kapcsolatba lépett a Magyar Elektronikus Könyvtárral, a könyvtár önkéntes segítője lett. 2001-ben könyvismertetői felkerültek a MEK szerverére is. Fontos szerepet játszott Csapó Endrével együtt a MEK akadálymentes böngészőfelületének, a VMEK-nek a létrehozásában.
2004-ben Aranyharang díjban részesült a vakokért és gyengénlátókért végzett munkájáért. 2005-ben a Szépírók Társasága Őszi Irodalmi Fesztiváljának kerekasztal-beszélgetésére hívták meg. 2006-ban a Magyar Nemzet készített vele hosszabb interjút.
2011. szeptember 14-én a miskolci Mindszenti temetőben sokan kísérték utolsó útjára.
Vagyok, aki voltam; leszek, aki vagyok:

kérésre tárult tenyér, adni kinyújtott kéz.